# Sela pri Dolenjskih Toplicah
Sela pri Dolenjskih Toplicah, pogosto zapisano okrajšano kot Sela pri Dol. Toplicah, so naselje v Občini Dolenjske Toplice.